# 第3次鳩山一郎内閣
第3次鳩山一郎内閣（だいさんじはとやまいちろうないかく）は、衆議院議員・自由民主党筆頭総裁代行委員の鳩山一郎が第54代内閣総理大臣に任命され、1955年（昭和30年）11月22日から1956年（昭和31年）12月23日まで続いた日本の内閣。
同年11月15日の保守合同で結成された自由民主党が初めて組織した内閣である（与党としての参画はひとつ前の第2次鳩山内閣末期から）。

## 概要

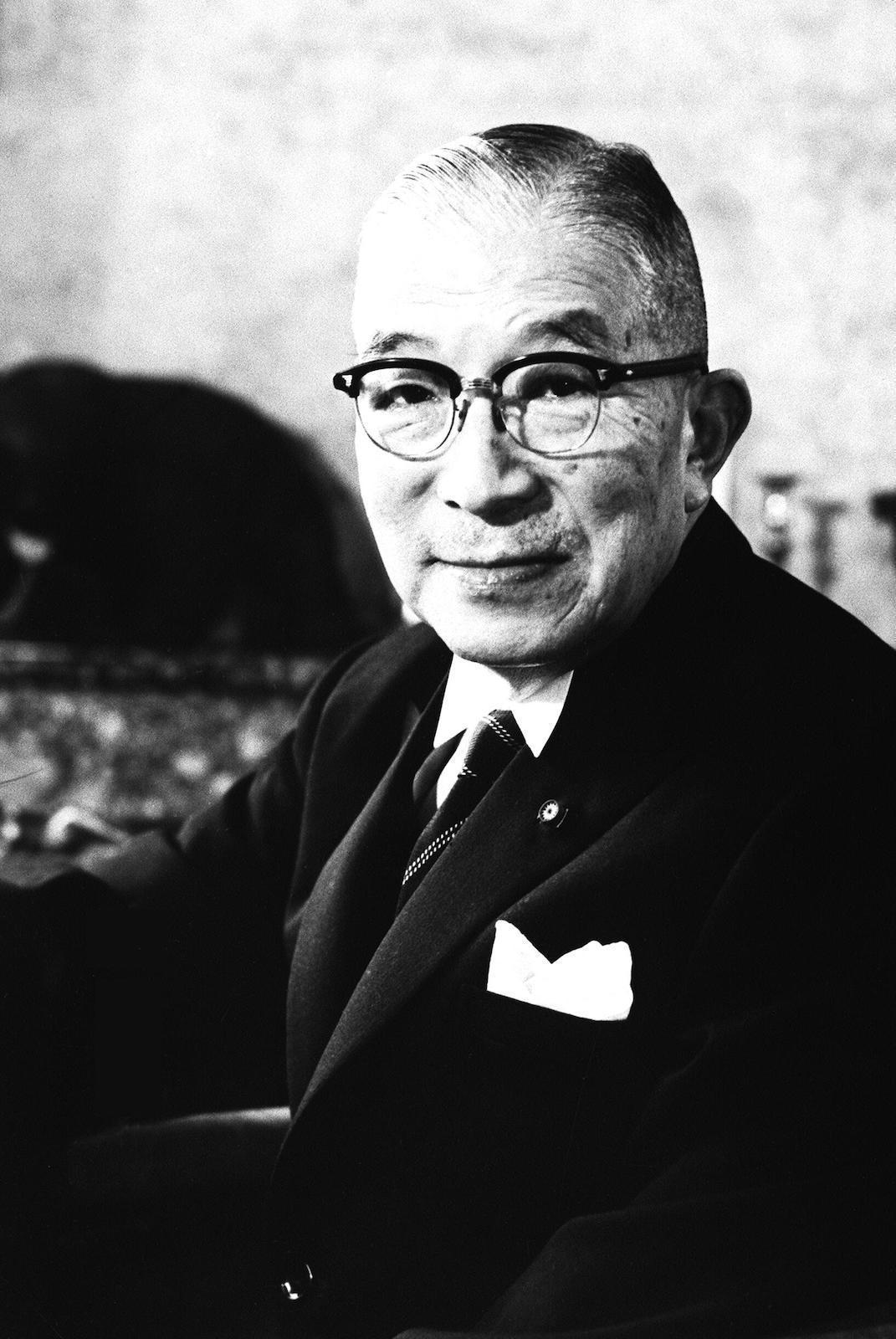
鳩山一郎

1955年（昭和30年）11月15日に自由党と日本民主党による保守合同によって自由民主党が結成され、内閣総理大臣鳩山一郎が自由民主党筆頭総裁代行委員に就任した。
それを受けて与党の基盤が変更になったとして、通常の内閣改造という形式を採らずに第23回国会（臨時国会）を召集した上で、その冒頭で第2次鳩山一郎内閣が一旦総辞職を行い、衆議院・参議院の両院での本会議にて首班指名選挙を執り行って鳩山一郎が第54代内閣総理大臣に指名されるという形式を採って組閣した内閣である。
日本国憲法下で衆議院議員総選挙による内閣総辞職を経ずに内閣総理大臣に連続再選された例は、この時の鳩山一郎の3度目の首班指名ただ一度だけである。
この第3次鳩山一郎内閣のトピックスとしては、
1. 日ソ共同宣言（日本国とソビエト社会主義共和国連邦との国交の回復）
2. 国際連合への日本国の加盟

が挙げられる。

## 閣僚
- 内閣総理大臣 - 鳩山一郎 （旧民主党、鳩山派）
- 法務大臣 - 牧野良三（旧民主党、鳩山派）
- 外務大臣・副総理 - 重光葵 （旧民主党）
- 大蔵大臣 - 一万田尚登 （旧民主党、鳩山派）
- 文部大臣 - 清瀬一郎 （旧民主党）
- 厚生大臣 - 小林英三（旧自由党、参議院）
- 農林大臣 - 河野一郎（旧民主党、鳩山派）
- 通商産業大臣 - 石橋湛山（旧民主党、石橋派）
- 運輸大臣 - 吉野信次 （旧民主党、参議院）
- 郵政大臣 - 村上勇 （旧自由党、大野派）
- 労働大臣 - 倉石忠雄 （旧自由党、大野派）
- 建設大臣 - 馬場元治（旧自由党、緒方派）
- 首都圏整備委員会委員長：1956年（昭和31年）6月9日設置 - 馬場元治（兼務）
- 国家公安委員会委員長 - 大麻唯男（旧民主党）
- 原子力委員会委員長：1956年（昭和31年）1月1日設置 - 正力松太郎（兼務）※（旧民主党、鳩山派）
- 行政管理庁長官 - 河野一郎（兼務）
- 北海道開発庁長官 - 正力松太郎
- 自治庁長官 - 太田正孝 （旧自由党、大野派）
- 防衛庁長官 - 船田中 （旧自由党、大野派）
- 経済企画庁長官 - 高碕達之助（旧民主党、鳩山派）
- 科学技術庁長官：1956年（昭和31年）5月19日設置 - 正力松太郎（兼務）
- 内閣官房長官 - 根本龍太郎 （旧民主党、鳩山派）
  - 法制局長官 - 林修三
  - 内閣官房副長官（政務） - 松本瀧蔵
  - 内閣官房副長官（事務） - 田中栄一

※原子力委員会委員長は設立時の1956年（昭和31年）1月1日から科学技術庁新設前日の同年5月18日までは単独で国務大臣の補職対象となる職位であったが、翌5月19日以降は「科学技術庁長官たる国務大臣をもつて充てる」との規定により、科技庁長官が自動的（付随的）に就任する職位となったため、単独で就任辞令が発せられることはなくなった。

## 政務次官
特記ない限り1955年（昭和30年）11月25日任命。
- 法務政務次官 - 松原一彦: - 1956年（昭和31年）11月6日 /高橋進太郎:1956年（昭和31年）11月6日 -
- 外務政務次官 - 森下國雄
- 大蔵政務次官 - 山手満男
- 文部政務次官 - 竹尾弌
- 厚生政務次官 - 山下春江
- 農林政務次官 - 大石武一
- 通商産業政務次官 - 川野芳満
- 運輸政務次官 - 伊能繁次郎
- 郵政政務次官 - 上林山栄吉
- 労働政務次官 - 菊田七平: - 1956年（昭和31年）2月16日 /武藤常介:1956年（昭和31年）2月16日 -
- 建設政務次官 - 堀川恭平
- 国家公安政務次官 – 大谷瑩潤
- 行政管理政務次官 – 宇都宮徳馬
- 北海道開発政務次官 - 白波瀬米吉: - 1956年（昭和31年）11月6日 /松岡平市:1956年（昭和31年）11月6日 -
- 自治政務次官 - 早川崇
- 防衛政務次官 - 永山忠則
- 経済企画政務次官 - 斎藤憲三: - 1956年（昭和31年）5月19日
- 科学技術政務次官 - 斎藤憲三:1956年（昭和31年）5月19日 -